# Бруно Бауер
Бруно Бауер (на немски: Bruno Bauer) е германски историк, теолог, журналист и философ, представител на Хегеловата школа (т.нар. хегелианци).
Кариерата му минава през два основни етапа, преди и след революциите от 1848 г. По време на 1840-те, (Vormärz или прелюдията към германската революция от март 1848), Бауер е лидер на ляво-хегелианското движение, което изповядва републиканска интерпретация на хегелианството, комбинирайки етически и естетически мотиви. Неговата теория за безкрайното самосъзнание произтича от схващането на Хегел за субективния дух и утвърждава рационалната автономия и историческия прогрес. Изследвайки писмените извори на християнството, Бауер описва религията като форма на отчуждение, която поради несгодите на реалния живот проповядва ирационална, трансцендентна власт над личността, а същевременно толерира проявата на отделни сектантски и материални интереси. Той критикува социалната и правната основи на държавата и нейната ортодоксална религиозна идеология. Анализирайки появата на съвременното масово общество, той отхвърля либерализма заради непоследователността му при противопоставяне на съществуващия ред и поради равнопоставянето на собственост и свобода. Същевременно критикува социализма поради подценяването на индивидуалната автономия. След поражението през 1848 г. Бауер отхвърля Хегел. Той предсказва общата криза на европейската цивилизация, породена от изчерпването на философията и провала на либералните и революционните идеологии, като предсказва, че от кризата ще се породят нови идеи за освобождение. Късните му творби разглеждат появата на Русия като световна сила, с което се ознаменува епохата на глобален империализъм и войни. Тези трудове оказват влияние върху идеите на Ницше за културно обновление. Фридрих Енгелс и Карл Кауцки възприемат в социалистическото движение религиозния критицизъм на Бауер, докато неговият антитрадиционен консерватизъм оказва влияние върху творчеството на Карл Шмит през XX век.

## Биография
Завършва университета в Берлин, в чийто Богословски факултет от 1834 година е лектор като приват-доцент.